# Gottfried Johannes Mann
Gottfried Johannes Mann (* 5. Dezember 1953 in Waldheim, Sachsen) ist ein deutscher Physiker.

## Leben und Wirken
Nach dem Abitur studierte Mann Physik an der Humboldt-Universität zu Berlin und schloss dort das Studium mit einer quantenfeldtheoretischen Arbeit mit dem Diplom ab. Anschließend war er von 1977 bis 1982 Assistent am Bereich „Theorie der Teilchen und Felder“ der Sektion Physik der Humboldt-Universität. 1980 promovierte er dort mit einer Arbeit zum Thema Einfluß der massiven Quarks auf das Infrarotverhalten des Gluon-Propagators in der Quantenchromodynamik. Von 1982 bis 1992 war er wissenschaftlicher Mitarbeiter am Observatorium für solare Radioastronomie des Zentralinstituts für Astrophysik der Akademie der Wissenschaften der DDR. 1990 habilitierte sich Mann mit der Arbeit Über nichtlineare zirkular polarisierte Wellen im Plasma der Sonnenkorona und des Sonnenwindes.
Seit 1992 ist er wissenschaftlicher Mitarbeiter am Leibniz-Institut für Astrophysik Potsdam (AIP). Dort leitete er von 1992 bis 2005 die Arbeitsgruppe „Solare Radiophysik“ und von 2005 bis 2019 die Abteilung „Sonnenphysik“. In dieser Zeit war und ist er an mehreren Raumfahrt-Projekten wie z. B. Ulysses, SOHO, RHESSI, Parker Solar Probe und Solar Orbiter sowie an dem internationalen Radiointerferometer LOFAR (Low Frequency Array) beteiligt. Seit 2019 ist er Senior Scientist am AIP. Für seine Arbeit an RHESSI wurde er 2014 mit Kollegen mit dem Group Achievement Award to RHESSI Science and Data Analysis Team der NASA ausgezeichnet.
Nach mehreren Lehraufträgen an der Technischen Universität Berlin, an der Freien Universität Berlin und an der Universität Potsdam wurde er 2003 zum außerplanmäßigen Professor der Universität Potsdam auf dem Fachgebiet „Theoretische Physik“ ernannt.
Mann war von 1994 bis 2023 Mitglied des Vorstandes der Landesverbandes der Bundesrepublik Deutschland der Union Radio-Scientifque Internationale (URSI). Seit 2023 ist er associated Editor des Journals Frontiers in Astronomy and Space Science.
Laut ADS Harvard Smithsonian (Stand Dezember 2024) hat Mann 295 Artikel, davon 241 in referierten Journalen, publiziert. Sie wurden insgesamt 10,625 mal zitiert (Hirsch-Index 55).

## Publikationen (Auswahl)

### Artikel
- mit H. Lühr, W. Baumjohann: Statistical analysis of short large-amplitude magnetic field structures in the vicinity of the quasi-parallel bow shock. In: J. Geophys. Res. Band 99, Nr. 13, 1994, S. 315, doi:10.1029/94JA00440.
- Simple magnetohydrodynamic waves. In: Journal of Plasma Physics 53. 1995, S. 109–125, doi:10.1017/S0022377800018043.
- mit F. Jansen, R. J. MacDowall, M. L. Kaiser, R. G. Stone: A heliospheric density model and type III radio bursts. In: Astronomy and Astrophysics. Band 348, 1999, S. 614–620, doi:10.1051/0004-6361/202245050.
- mit A. Klassen, H. Aurass, H.-T. Classen: Formation and development of shock waves in the solar corona and the near-Sun interplanetary space. In: Astronomy and Astrophysics. Band 400, 2003, S. 329, doi:10.1051/0004-6361:20021593.
- mit A. Warmuth, H. Aurass: Generation of highly energetic electrons at the reconnection outflow shock during solar flares. In: Astronomy and Astrophysics. Band 494, 2009, S. 669–675, doi:10.1051/0004-6361:200810099.
- mit F. Breitling, C. Vocks, H. Aurass, M. Steinmetz, K. G. Strassmeier, M. M. Bisi: Tracking of an electron beam through the corona with LOFAR. In: Astronomy and Astrophysics. Band 611, 2018, S. A57, doi:10.1051/0004-6361/201629017.
- mit C. Vocks, A. Warmuth: Type III radio bursts and excitation of Langmuir waves by energetic electrons. In: Astronomy and Astrophysics. Band 660, 2022, S. A91, doi:10.1051/0004-6361/202142804.
- Quantum mechanical treatment of two particles in a potential box. In: Zeitschrift für Naturforschung A. Band 79, 2024, S. 497–503, doi:10.1515/zna-2023-0157.

### Buchbeiträge
- Theory and Observations of Coronal Shock Waves. In: A. O. Benz, A. Krüger (Hrsg.): Coronal Magnetic Energy Release. Springer, Berlin, Heidelberg, New York 1995, S. 183, doi:10.1007/3-540-59109-5_50.
- mit M. Scholer et al.: Origin, injection, and acceleration of CIR particles: theory. In: A. Ballogh, J. T. Gosling, J. R. Jokipii, R. Kallenbach, H. Kunow (Hrsg.): Corotating Interaction Regions. Kluwer Academic Publishers, Dordrecht, Boston, London 1999, S. 369, doi:10.1023/A:1005278214143.
- EIT Waves and Coronal Shock Waves. In: N. Gopalswamy, R. Mewaldt, J. Torsti (Hrsg.): Solar Eruptions and Energetic Particles (= Geophys. Monograph). Nr. 165. AGU, Washington 2006, S. 221, doi:10.1029/165GM21.
- Particle Acceleration at Solar Flares. In: Particle Acceleration and Transport in the Heliosphere and Beyond (= AIP Conf. Proc.). Nr. 1039. American Institute of Physics, 2008, S. 20–25, doi:10.1063/1.2982447.
- Solar Radio Telescopes. In: Joachim E. Trümper (Hrsg.): Astronomy,Astrophysics, and Cosmology, Subvolume A Instruments and Methods (= Landolt-Börnstein). Group VI, Volume 4. Springer, Berlin, Heidelberg, New York 2010, S. 216–225.

### Sonstiges
- mit Helmut O. Rucker, Wiliam S. Kurth (Hrsg.): Planetary Radio Emissions VI. Proceedings of the 6th International Workshop held at Graz, Austria April 20‒22, 2005. ÖAW, 2006, doi:10.1553/0x001231b9.
- mit Bernd Heber, Wolfgang Dröge, Berndt Klecker: Die Sonne als Teilchenbeschleuniger. In: Physik Journal. Band 6, Nr. 3, 2007, S. 43 (pro-physik.de [PDF]).